# Antonio Muñoz (futbolista chileno)
Felisario Antonio Muñoz Jiménez, más conocido como Antonio Muñoz, (Chillán, Chile, 25 de agosto de 1951) es un exfutbolista chileno. Jugaba como arquero y es considerado como el mejor guardameta en la historia de Ñublense. 

## Trayectoria
Oriundo de Chillán, hizo sus divisiones inferiores en San Martín y Progreso, ambos equipos de sus ciudad. Luego se unió a Ñublense, donde debutó en 1974 en la entonces Segunda División chilena. En 1976, cuando su equipo era líder de la tabla de la categoría de plata, un grupo de pequeños comerciantes trató de ganar la Polla Gol, sobornando al arquero para dejar ganar a Coquimbo Unido. Sin embargo, el arquero delató a quien trató de sobornarlo, siendo el arquero apodado como El Tonto Muñoz pese a su honestidad. Finalmente, ese mismo año Ñublense logró el título de Segunda división, ascendiendo a la Primera División.
Tras tres temporadas en la Primera División, en el torneo de 1979 el cuadro chillanejo termina colista, descendiendo a la Segunda División.Para 1980, firma para Green Cross-Temuco de la primera división, en donde fue el arquero suplente de Héctor Santos, debiendo cubrir la baja del portero uruguayo tras ser suspendido por 6 fechas. Dicha temporada el cuadro temuquense termina colista de la Primera división, descendiendo.
Luego de jugar por Green Cross-Temuco en la segunda división en 1981, para 1982 ficha por Deportes La Serena de la categoría de oro del fútbol chileno.La temporada siguiente firma por Rangers, en donde forma parte importante del recordado equipo del pueblo, que tuvo una destacada Copa Polla Gol 1983. En el cuadro talquino jugó por dos temporadas, siendo recordado con cariño por los hinchas rojinegros.
Para 1985 defendió el arco de Unión Española siendo suplente de Enrique Enoch, para la siguiente temporada firmar por Fernández Vial en Primera división.En 1987 regresar a Rangers, donde fue tercer arquero tras Wilfredo Leyton y Walter Cordero, sumando otro descenso a segunda división. Para 1988 jugó la Copa DIGEDER por Deportes Valdivia, pasando a jugar el campeonato de Segunda División por Santiago Wanderers. Luego de un año de inactividad, en 1990 vive su última temporada como profesional defendiendo el arco de Deportes Valdivia, esta vez en segunda división.

## Clubes
| Club               | País  | Año       |
| ------------------ | ----- | --------- |
| Ñublense           | Chile | 1974-1979 |
| Green Cross-Temuco | Chile | 1980-1981 |
| Deportes La Serena | Chile | 1982      |
| Rangers            | Chile | 1983-1984 |
| Unión Española     | Chile | 1985      |
| Fernández Vial     | Chile | 1986      |
| Rangers            | Chile | 1987      |
| Deportes Valdivia  | Chile | 1988      |
| Santiago Wanderers | Chile | 1988      |
| Deportes Valdivia  | Chile | 1990      |

## Palmarés

### Campeonatos nacionales
| Título    | Club     | País  | Año  |
| --------- | -------- | ----- | ---- |
| Primera B | Ñublense | Chile | 1976 |